# 쉐보레 스파크
쉐보레 스파크(Chevrolet Spark)는 대한민국의 자동차 제조업체인 한국지엠에서 출시한 전륜구동 방식의 경차이다.

## 3세대(M300)

### 스파크(2011년3월~2015년6월)

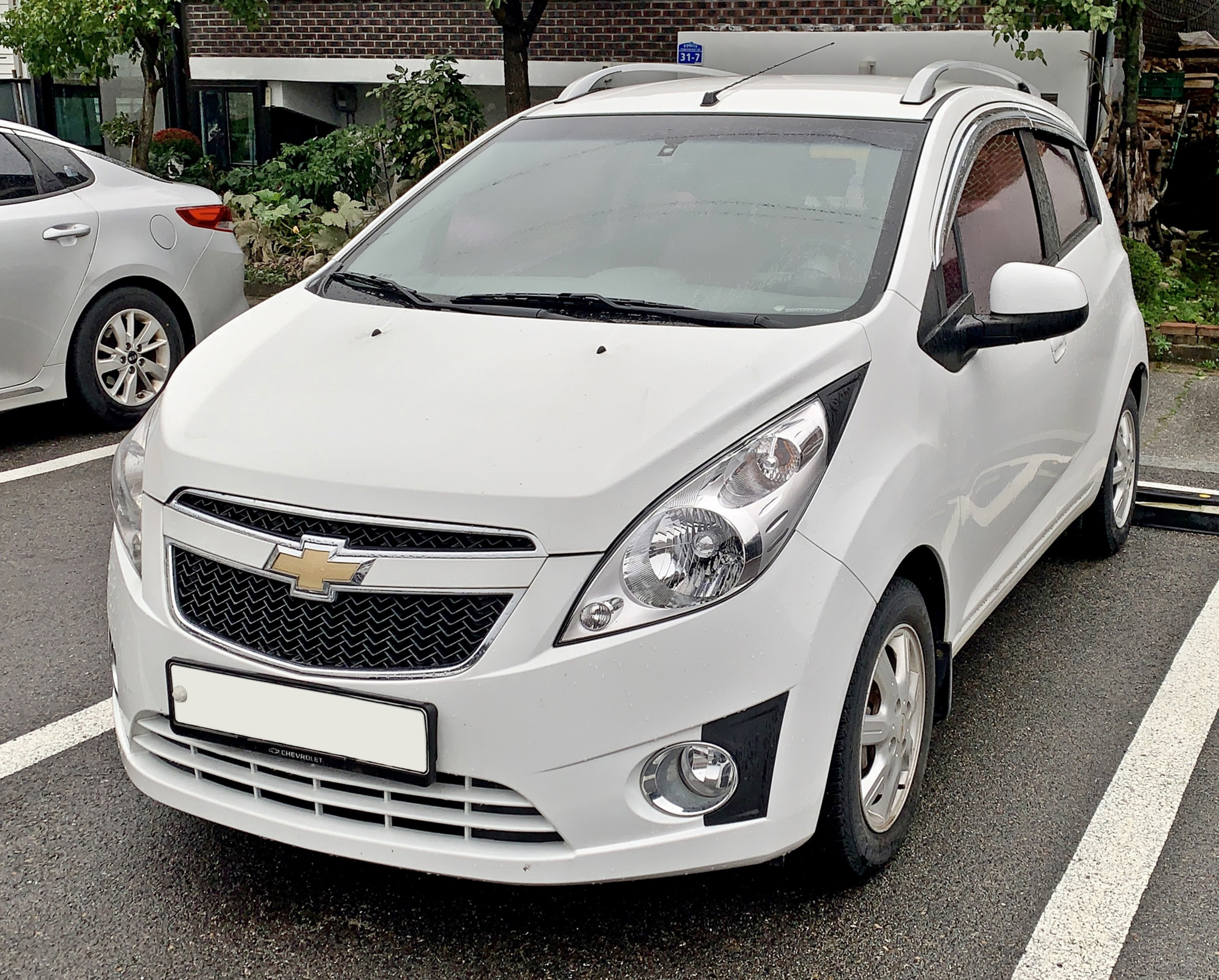
쉐보레 스파크 (전기형) 정측면

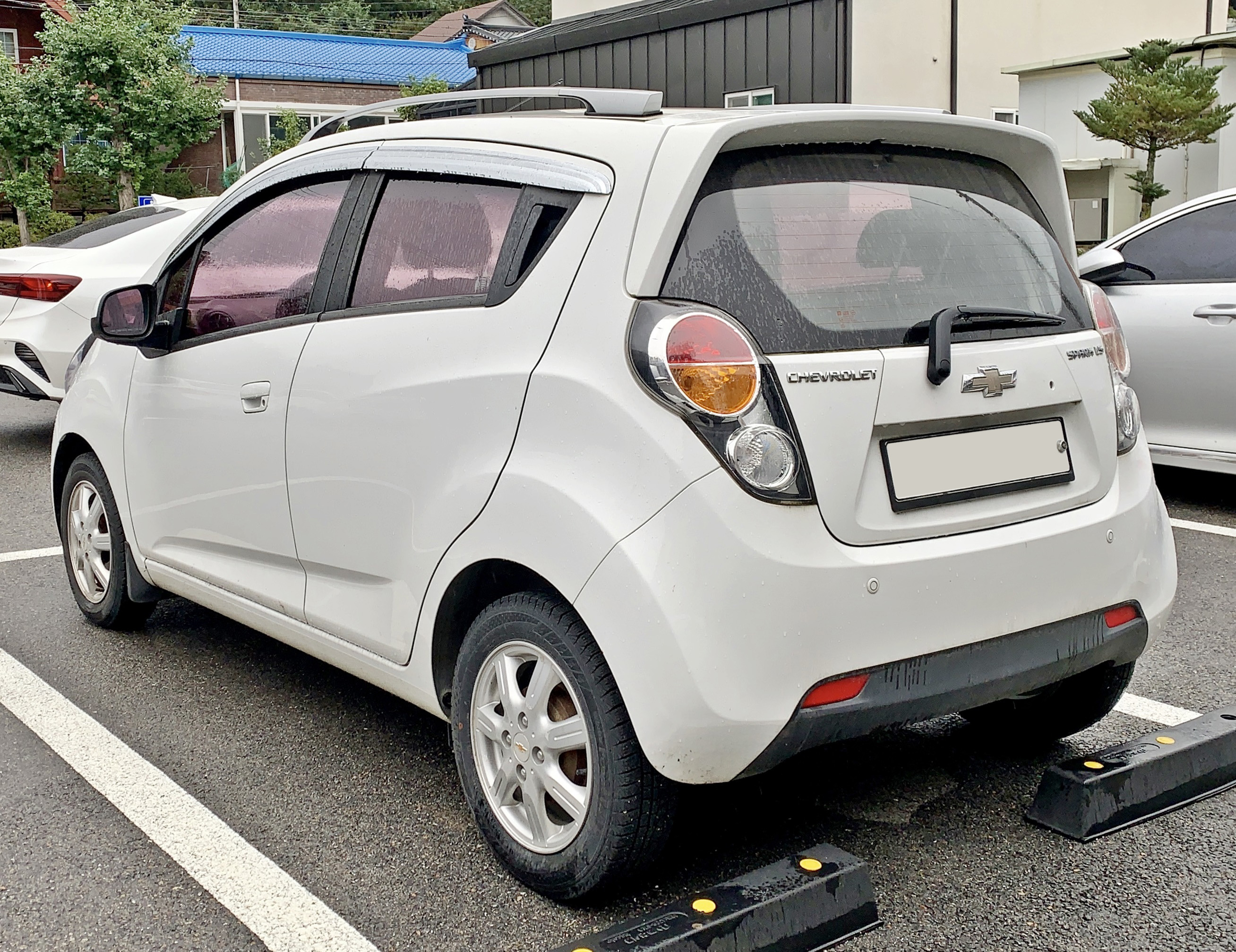
쉐보레 스파크 (전기형) 후측면

대한민국에서는 2009년 8월에 마티즈 크리에이티브라는 차명으로 출시되었으며, 대한민국 외 대부분의 국가에서는 쉐보레 또는 홀덴 브랜드를 통하여 스파크라는 차명으로 수출되어 판매가 시작되었다. 참고로 올 뉴 마티즈(2세대)도 일부 국가에 스파크라는 차명으로 수출되었으나, 마티즈 크리에이티브(3세대)는 거의 모든 국가에서 스파크로 차명이 통일되었다. 2011년 3월부터 GM대우의 회사명이 한국지엠으로 변경되고, 대한민국에서 쉐보레 브랜드가 본격적으로 도입되었다. 이에 앞서 그 해 2월에 이미 해외에서 스파크라는 차명으로 판매되는 기존의 마티즈 크리에이티브(3세대)의 차명이 대한민국에서도 스파크로 변경되며, 13년 동안의 역사를 가진 마티즈는 단종되었다. 같은 해 7월 1일에는 트랜스포머 에디션을 1,000대에 한하여 한정 판매하기 시작하였다. 2012년 3월 1일에는 타투 에디션과 스트라이프 에디션이 출시되었다. 타투 에디션은 삿포로 화이트와 모나코 핑크 색상에 타투 문양을 입혔고, 스트라이프 에디션은 기존의 LT 스페셜 에디션에서 색상을 8가지로 확대하였다. 같은 해 5월 17일부터는 대한민국산 경차 최초로 미국에도 수출되었고, 12월 7일에는 범퍼와 라디에이터 그릴 등이 달라지고, LED 턴 시그널 아웃사이드 미러와 뒷 좌석 센터 3점식 시트 벨트가 장착되는 등의 변화를 가진 2013년형이 선보였다. 2013년 5월 14일에는 자트코의 CVT(C-TECH)가 장착되고, Gen Ⅱ 엔진이 장착된 스파크 S를 비롯한 2014년형이 선보였다. 2014년형은 블루투스 핸즈프리, 시인성이 향상된 미터 클러스터, 무선 폴딩 리모컨 키, 도어 락 스위치 등이 적용되었다.
2014년 10월 28일에는 양산형 EV인 스파크 EV가 시판되었다. 뒷좌석에 리튬이온 배터리를 놓기 위한 컵 홀더를 설치하여 4인승이고, 2열 사이드 에어백을 포함해 에어백 8개가 장착되는 것이 일반 스파크와 다른 점이다. 충전 규격은 DC콤보-1을 이용했고, 항속거리는 135km이었으며 안전최고속도는 145km/h에서 제한됐다. 그러나 스파크 EV는 충전지를 장착함에 따라 리어 범퍼가 기존 스파크에 비해 커지면서 전폭이 30mm 늘어났고, 전장도 3.7m로 100mm 늘어나면서 레이 EV와 달리 경차 규격을 초과하는 바람에 전기자동차 보조금 외에는 경차 혜택을 받을 수 없었으며, 같은 이유로 2024년 7월에 출시된 캐스퍼 일렉트릭 또한 경차로 인증받지 못했다. 결국 판매 부진으로 2017년 2월에 한국지엠에서 스파크 EV의 북미 시장 판매 중지를 선언함에 따라 스파크 EV는 대한민국에서도 단종되었으며, 한국지엠에서 볼트 EV를 수입해서 판매하는 것으로 대체했다.
스파크에 장착된 자트코의 JF405E 4단 자동변속기는 자동변속기 오일 규격(JWS3314)을 많이 가렸던 데다가, 발열 문제도 있어서 평가가 좋지 못했다. 그러나 현대자동차그룹과 달리 한국지엠에서 순정품으로 JWS3314 규격의 자동변속기 오일을 내놓지 않아 정비성이 다소 떨어졌다. 결국 2015년에 한국지엠이 스파크 S에 달린 자트코의 CVT인 CVT7을 모든 라인업으로 통일하면서 JF405E 유닛은 완전히 사라졌다.
2014년 1월 14일에는 1.0ℓ LPGi 엔진을 장착한 2인승 승용 밴이 추가되었고, 같은 해 2월 24일에는 비트 에디션과 팝 에디션이 판매되기 하였다.
2015년 1월 5일에 선보인 2015년형은 스파크 S에만 적용되던 Gen Ⅱ 엔진과 CVT가 확대 적용(5단 수동변속기는 기존 그대로 유지)되어 오랫동안 이용되어 왔던 자트코의 JF405E 4단 자동변속기가 사라지고, 차체 자세 제어 장치와 타이어 공기압 경보 장치가 모든 트림에 기본으로 적용되었다.

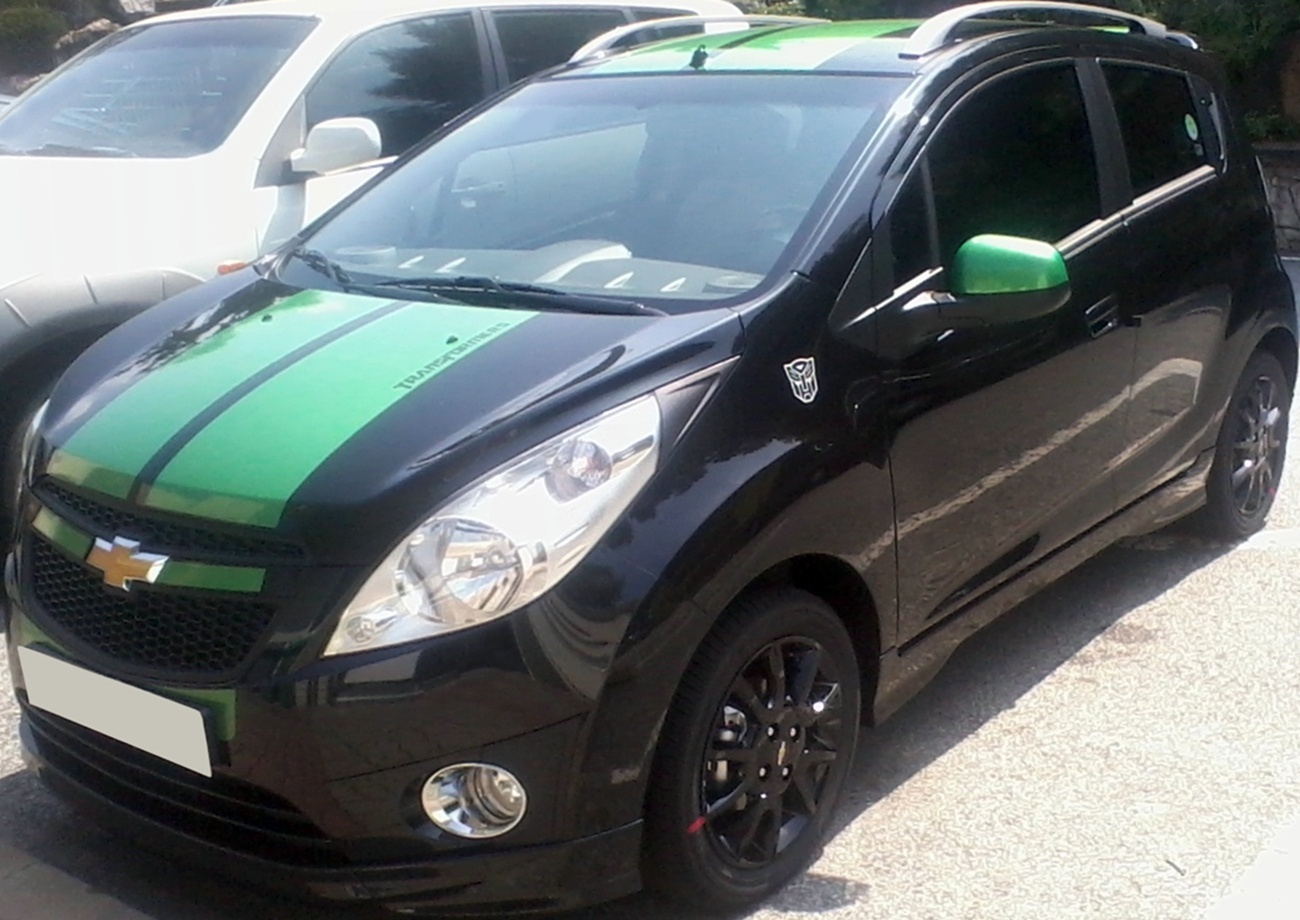
쉐보레 스파크 트랜스포머 에디션 (전기형) 정측면
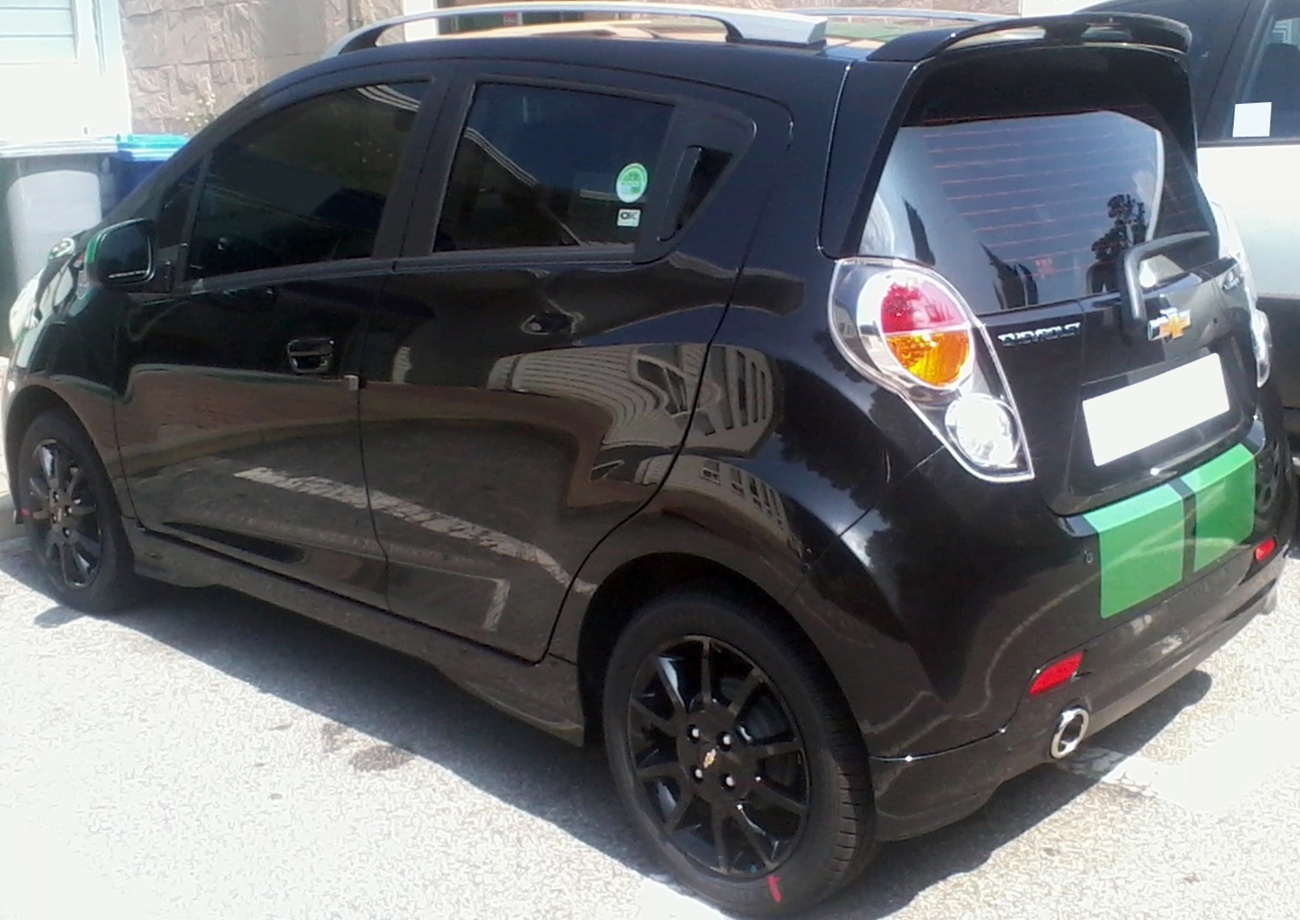
쉐보레 스파크 트랜스포머 에디션 (전기형) 후측면
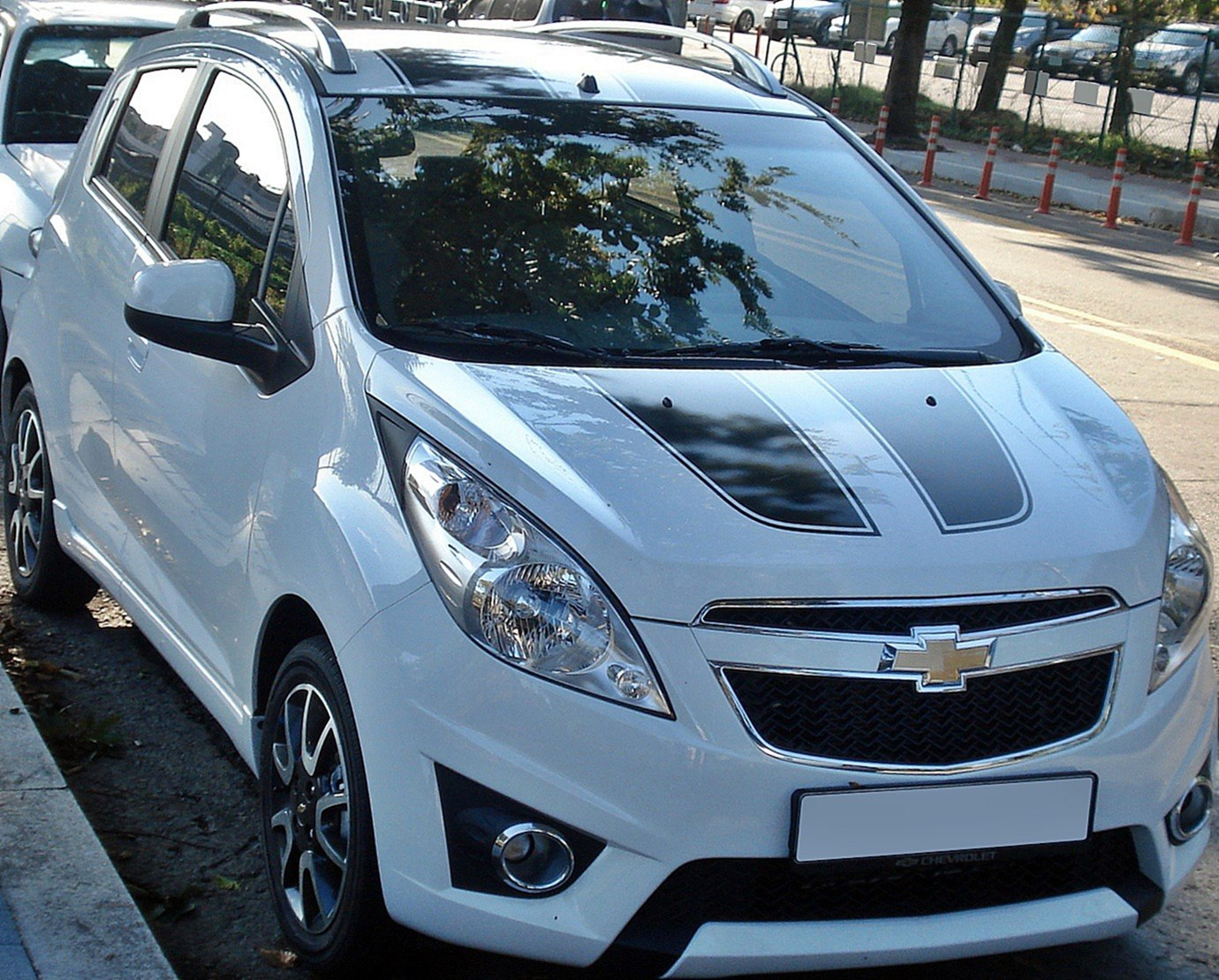
쉐보레 스파크 LT 스페셜 에디션 (전기형) 정측면
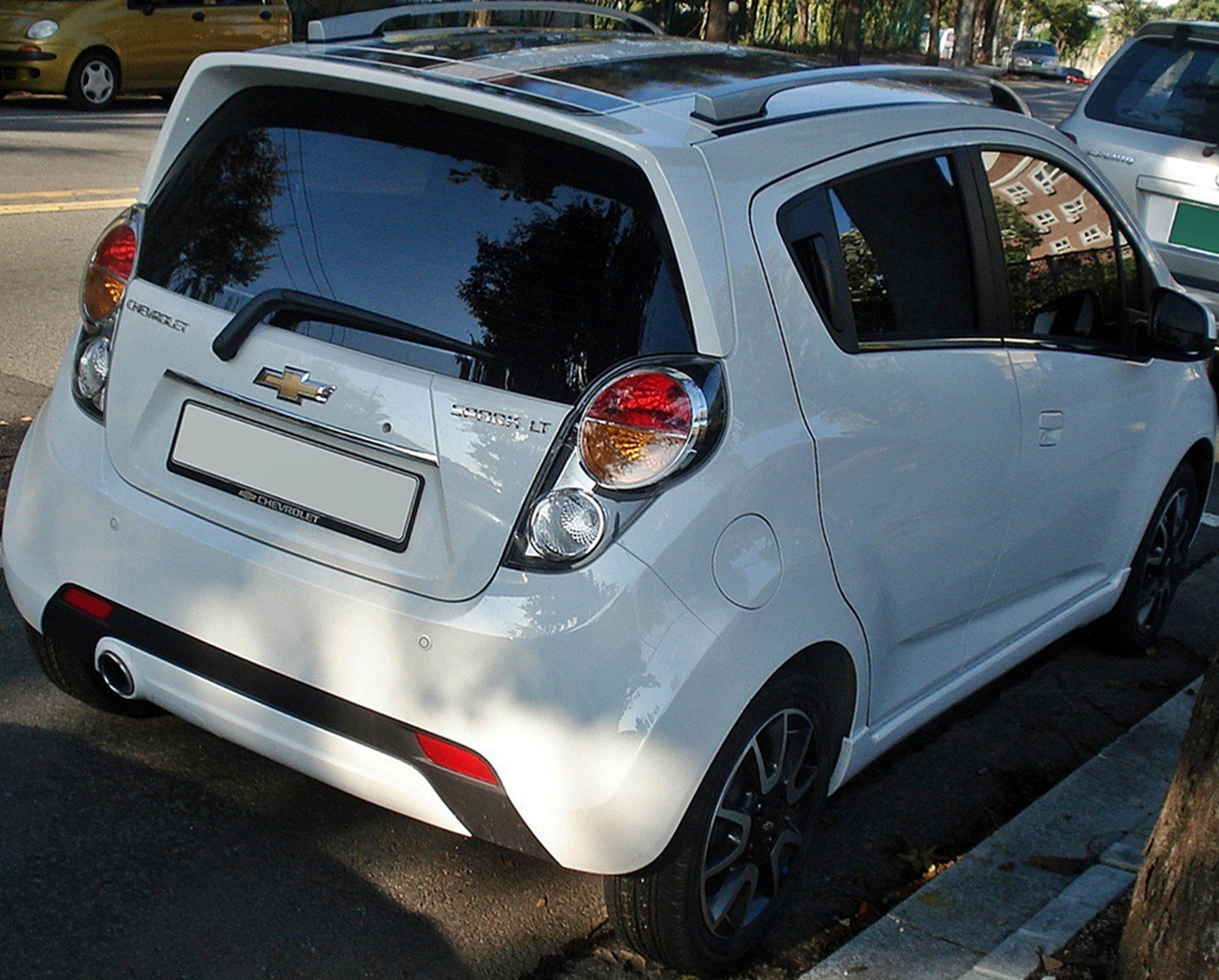
쉐보레 스파크 LT 스페셜 에디션 (전기형) 후측면
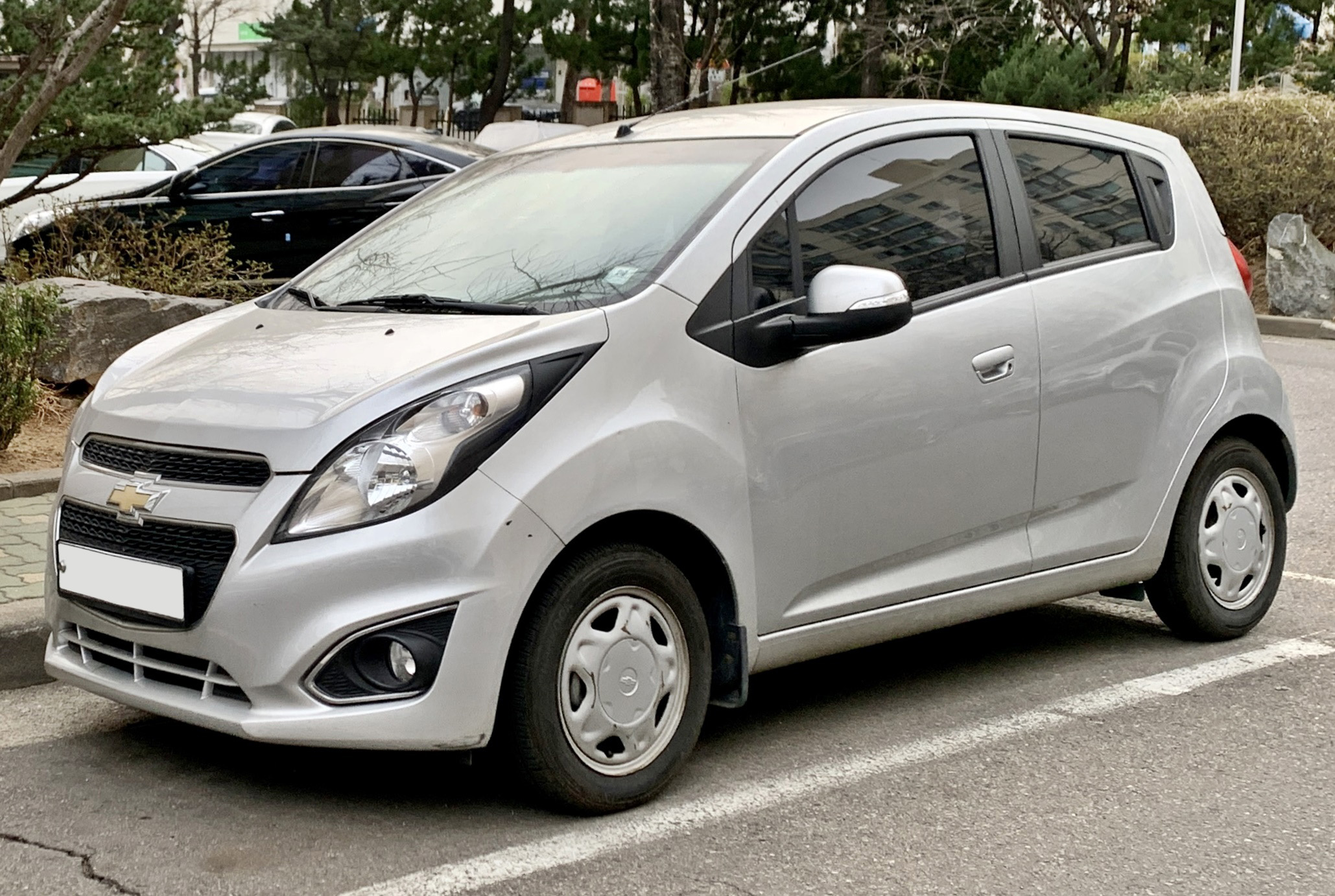
쉐보레 스파크 (후기형) 정측면
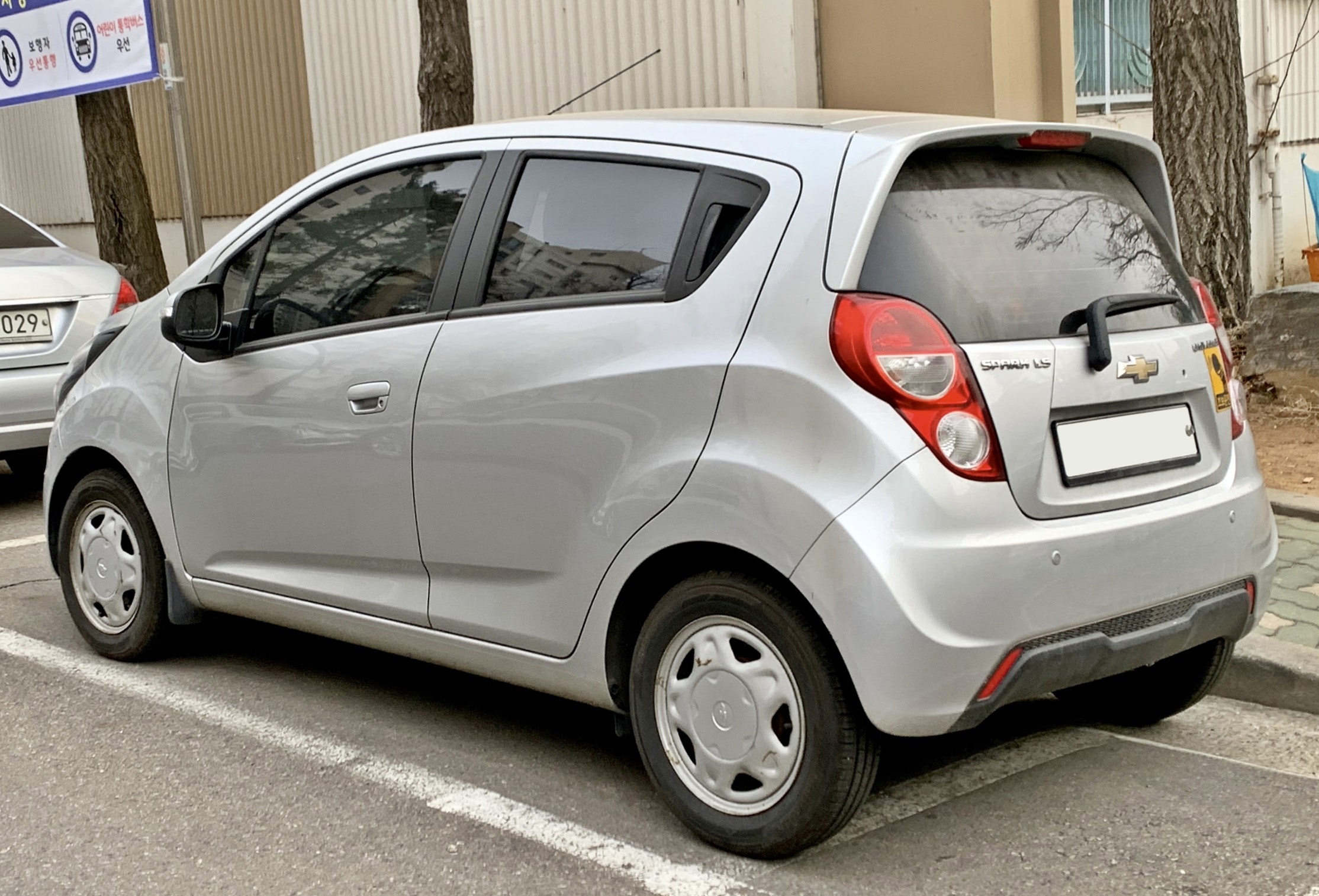
쉐보레 스파크 (후기형) 후측면
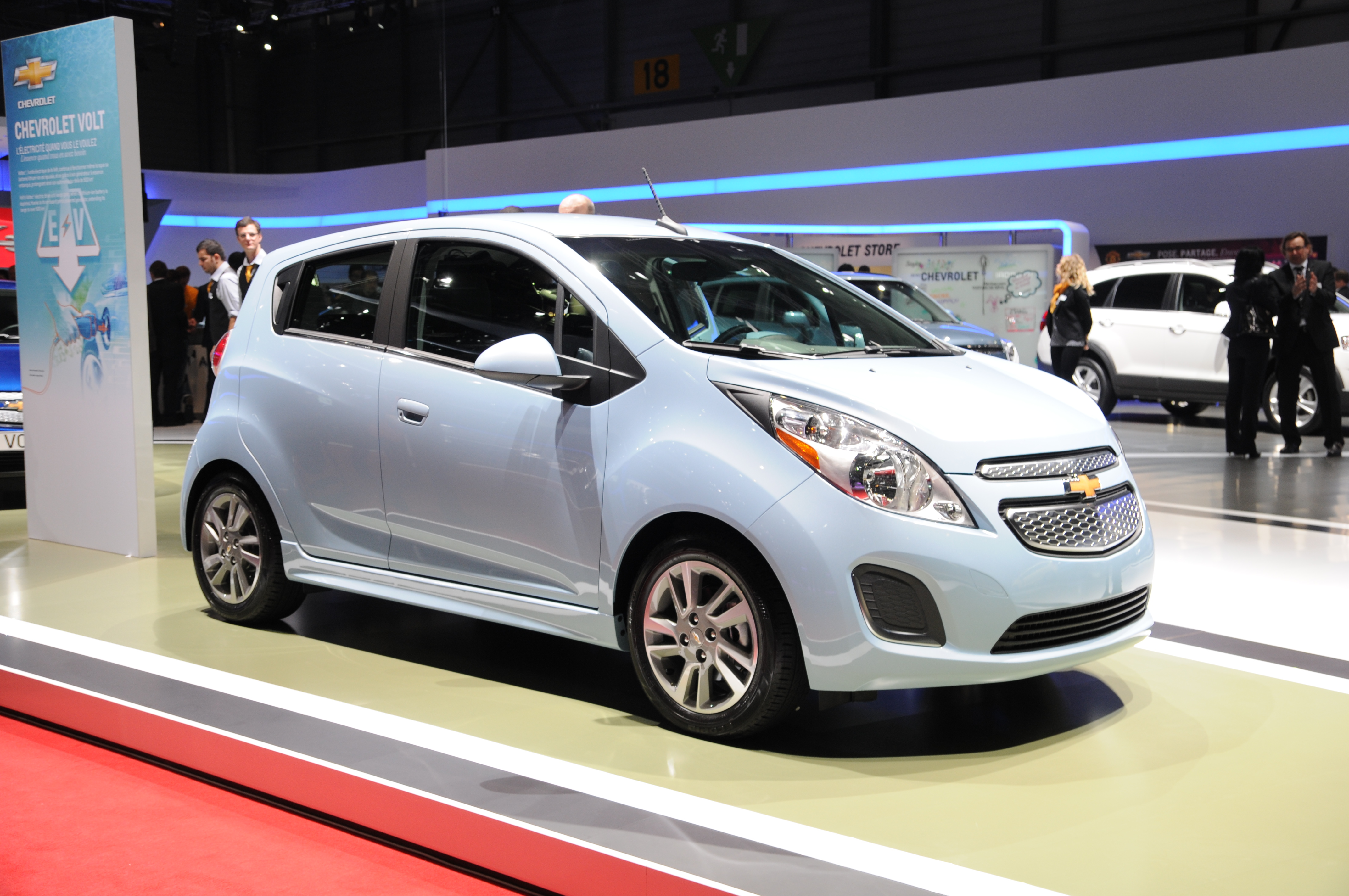
쉐보레 스파크 EV 정측면
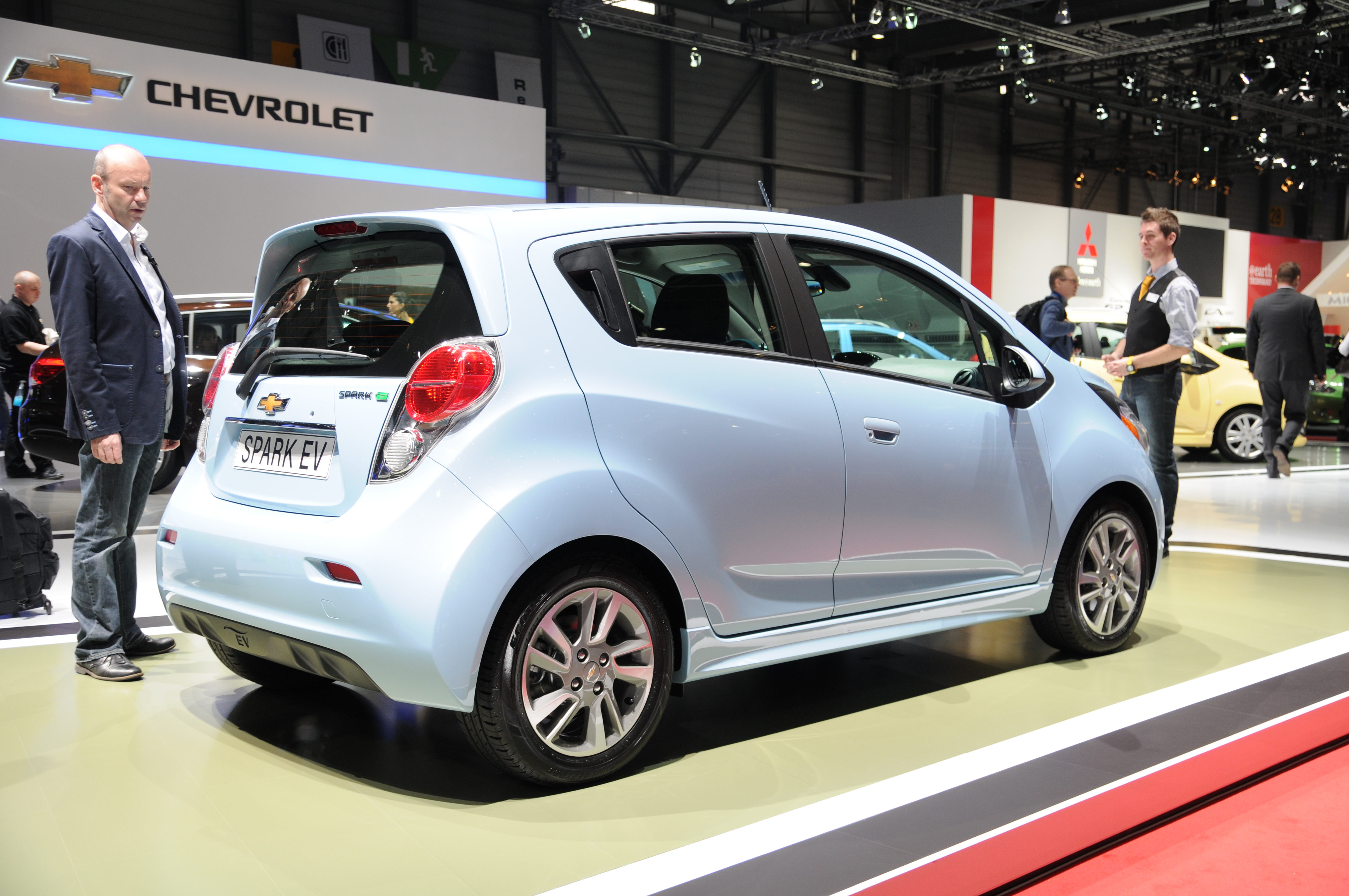
쉐보레 스파크 EV 후측면

#### 라인업

##### 스파크
- 승용 밴(가솔린, LPGi)
- L(가솔린, LPGi)
- LS(가솔린, LPGi)
- LS 스타(가솔린, LPGi)(이후 LS+로 변경)
- LT(가솔린, LPGi)
- LT 스페셜 에디션(가솔린, LPGi)
- 타투 스페셜 에디션(가솔린)
- 스트라이프 스페셜 에디션(가솔린)
- 씨티런 스페셜 에디션(가솔린)
- 비트 스페셜 에디션(가솔린)
- 팝 스페셜 에디션(가솔린)
- EV(전기)

##### 스파크 S
- LS(가솔린)(이후 LS+로 변경)
- LT(가솔린)

제원
| 구분                      | 스파크 1.0ℓ 가솔린 (CVT)           | 스파크 1.0ℓ 가솔린 (수동 5단/자동 4단)                                                                                        | 스파크 1.0ℓ LPGi (수동 5단/자동 4단)                                                                                          | 스파크 EV                  |
| ------------------------- | ---------------------------------- | --- | --- | -------------------------- |
| 전장 (mm)                 | 3,595                              | 3,595 | 3,595 | 3,720                      |
| 전폭 (mm)                 | 1,595                              | 1,595 | 1,595 | 1,630                      |
| 전고 (mm)                 | 1,520 1,550(루프랙 적용시)         | 1,520 1,550(루프랙 적용시) | 1,520 1,550(루프랙 적용시) | 1,520                      |
| 축거 (mm)                 | 2,375                              | 2,375 | 2,375 | 2,375                      |
| 윤거 (전, mm)             | 1,410                              | 1,410 | 1,410 | 1,410                      |
| 윤거 (후, mm)             | 1,417                              | 1,417 | 1,417 | 1,390                      |
| 승차 정원                 | 5명                                | 2명(밴) 5명 | 2명(밴) 5명 | 4명                        |
| 변속기                    | CVT                                | 수동 5단 자동 4단 | 수동 5단 자동 4단 | —                          |
| 서스펜션 (전/후)          | 맥퍼슨 스트럿/토션 빔              | 맥퍼슨 스트럿/토션 빔 | 맥퍼슨 스트럿/토션 빔 | 맥퍼슨 스트럿/토션 빔      |
| 구동 형식                 | 전륜 구동                          | 전륜 구동 | 전륜 구동 | 전륜 구동                  |
| 엔진 형식                 | B10D2                              | B10D1 | LB10D1 | 213TZ                      |
| 연료                      | 가솔린                             | 가솔린 | LPG | 전기                       |
| 배기량 (cc)               | 995                                | 995 | 995 | —                          |
| 최고 출력 (ps/rpm)        | 75/6,400                           | 70/6,400 | 65/6,400 | —                          |
| 모터 최고 출력 (kw/rpm)   | —                                  | — | — | 105                        |
| 최대 토크 (kg*m/rpm)      | 9.6/4,600                          | 9.4/4,800 | 9.3/4,800 | —                          |
| 모터 최대 토크 (kg*m/rpm) | —                                  | — | — | 57.4                       |
| 연료 탱크 용량 (ℓ)        | 35                                 | 35 | 44.3 | —                          |
| 요소수 탱크 용량 (ℓ)      | -                                  | - | - | -                          |
| 공차 중량 (kg)            | 955(CVT)                           | 895(수동 5단)/ 910(자동 4단)                                                                                                  | 925(수동 5단)/ 940(자동 4단)                                                                                                  | 1,240                      |
| 연비 (km/ℓ)               | 도심 13.8/고속 17.7/복합 15.3(CVT) | 21.0(수동 5단)/ 17.0(자동 4단) (이후 도심 15.6/고속 18.6/복합 16.8(수동 5단)/ 도심 13.3/고속 17.1/복합 14.8(자동 4단)로 변경) | 17.0(수동 5단)/ 13.6(자동 4단) (이후 도심 13.3/고속 15.0/복합 14.0(수동 5단)/ 도심 10.5/고속 13.2/복합 11.5(자동 4단)로 변경) | —                          |
| 에너지 소비 효율 (km/kwh) | —                                  | — | — | 도심 6.0/고속 5.2/복합 5.6 |
| Co2 배출량 (g/km)         | 111(CVT)                           | 111(수동 5단)/ 137(자동 4단) (이후 99(수동 5단)/ 115(자동 4단)로 변경)                                                        | 104(수동 5단)/ 130(자동 4단) (이후 92(수동 5단)/ 114(자동 4단)로 변경)                                                        | —                          |

## 4세대(M400)

### 더 넥스트 스파크(2015년7월~2018년5월)

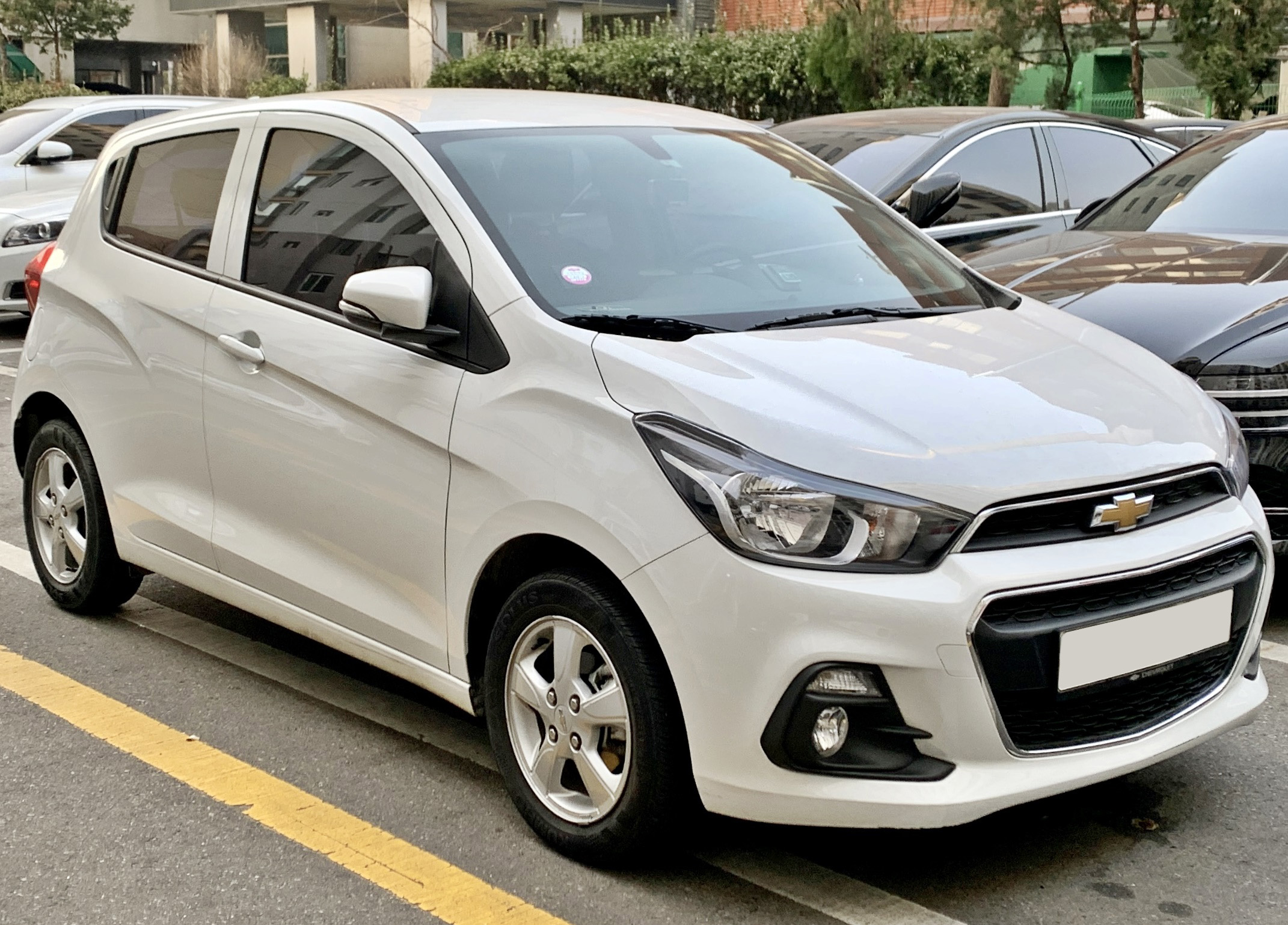
쉐보레 더 넥스트 스파크 정측면

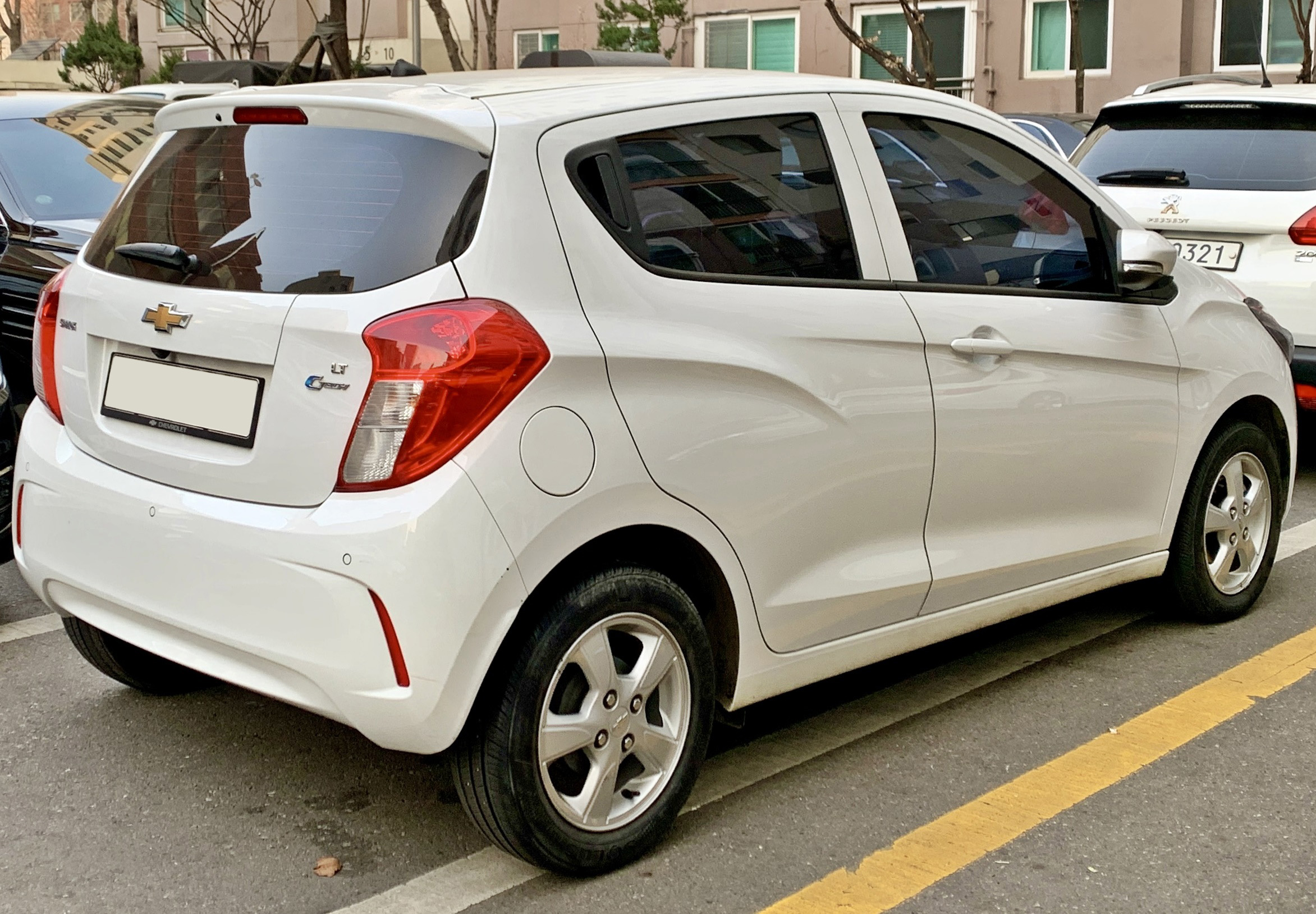
쉐보레 더 넥스트 스파크 후측면

2015년 4월에 개최된 서울 모터쇼에서 공개되었고, 같은 해 7월 1일에 사전 계약과 동시에 신차 발표회를 가졌다. 8월 8일부터 판매가 시작되었고, 북아메리카에서는 2016년 1월에 판매를 개시하였다. 오펠 칼과 형제 차종으로 개발된 더 넥스트 스파크는 승용 밴을 제외한 모든 트림에 커튼 에어백 등 6개의 에어백이 기본 적용되었고, 차체의 71.7%에 이르는 부위에 고장력 및 초고장력 강판이 적용되어 차체 중량의 4.2배 하중까지 견딜 수 있도록 설계되었다. 전고를 낮추어 안정성을 높였고, 공기 역학적인 유선형 디자인을 구현하여 주행 효율이 개선되었다. 동급 최초로 전방 충돌 경고 시스템, 차선 이탈 경고 시스템, 사각 지대 경고 시스템 등이 적용되었다. 2016년 1월 11일에 추가된 패션 에디션은 퓨어 화이트와 카본 플래시 블랙 색상만 선택할 수 있으며, 라디에이터 그릴(둘레)와 아웃 사이드 미러, 리어 스포일러 및 15인치 알루미늄 휠 등에 빨간색으로 포인트를 더하였다. 아울러 허니콤 엑센트 데칼이 적용되었다. 유럽에서는 쉐보레가 스포츠카인 카마로와 콜벳을 제외하고는 이미 철수되었기 때문에 판매되지 않는 대신 형제 차종인 오펠 칼이 판매되고 있다. 2016년 6월 13일에 선보인 2017년형은 동급 최초의 2열 사이드 에어백과 별도 클러치 페달 조작 없이 편한 변속이 가능한 이지트로닉 변속기가 새롭게 적용되었고, 밴 베이직과 LS 베이직, 퍼펙트 블랙이 새로운 트림으로 추가되었다. 하지만 이지트로닉은 선택률이 거의 없어서 2018년 2월에 삭제됐다. 2017년 7월 16일에 선보인 2018년형에는 산호색의 코랄 핑크 색상이 추가되었다.

#### 라인업

##### 더 넥스트 스파크
- 승용 밴 베이직(가솔린)
- 승용 밴(가솔린)
- LS 베이직(가솔린)
- LS(가솔린)
- LT(가솔린)
- LT +(가솔린)
- 패션 에디션(가솔린)
- LTZ(가솔린)
- 퍼펙트 블랙(가솔린)

##### 더 넥스트 스파크 에코
- LS 베이직(가솔린)
- LS(가솔린)
- LT(가솔린)
- LT +(가솔린)
- LTZ(가솔린)

제원
| 구분                 | 더 넥스트 스파크 1.0ℓ 가솔린                                                | 더 넥스트 스파크 1.0ℓ 가솔린 (에코) |
| -------------------- | --------------------------------------------------------------------------- | ----------------------------------- |
| 전장 (mm)            | 3,595                                                                       | 3,595                               |
| 전폭 (mm)            | 1,595                                                                       | 1,595                               |
| 전고 (mm)            | 1,475                                                                       | 1,475                               |
| 축거 (mm)            | 2,385                                                                       | 2,385                               |
| 윤거 (전, mm)        | 1,410                                                                       | 1,410                               |
| 윤거 (후, mm)        | 1,418                                                                       | 1,418                               |
| 승차 정원            | 2명(밴) 5명                                                                 | 2명(밴) 5명                         |
| 변속기               | 수동 5단 CVT                                                                | CVT                                 |
| 서스펜션 (전/후)     | 맥퍼슨 스트럿/토션 빔                                                       | 맥퍼슨 스트럿/토션 빔               |
| 구동 형식            | 전륜 구동                                                                   | 전륜 구동                           |
| 엔진 형식            | L5Q                                                                         | L5Q                                 |
| 연료                 | 가솔린                                                                      | 가솔린                              |
| 배기량 (cc)          | 999                                                                         | 999                                 |
| 최고 출력 (ps/rpm)   | 75/6,500                                                                    | 75/6,500                            |
| 최대 토크 (kg*m/rpm) | 9.7/4,400                                                                   | 9.7/4,400                           |
| 연료 탱크 용량 (ℓ)   | 32                                                                          | 32                                  |
| 요소수 탱크 용량 (ℓ) | -                                                                           | -                                   |
| 공차 중량 (kg)       | 900(수동 5단)/ 910(CVT)                                                     | 910(CVT)                            |
| 연비 (km/ℓ)          | 도심 14.6/고속 16.5/복합 15.4(수동 5단)/ 도심 13.7/고속 16.5/복합 14.8(CVT) | 도심 14.7/고속 17.1/복합 15.7(CVT)  |
| Co2 배출량 (g/km)    | 110(수동 5단)/ 115(CVT)                                                     | 108(CVT)                            |

### 더 뉴 스파크(2018년5월~2023년5월 13일)

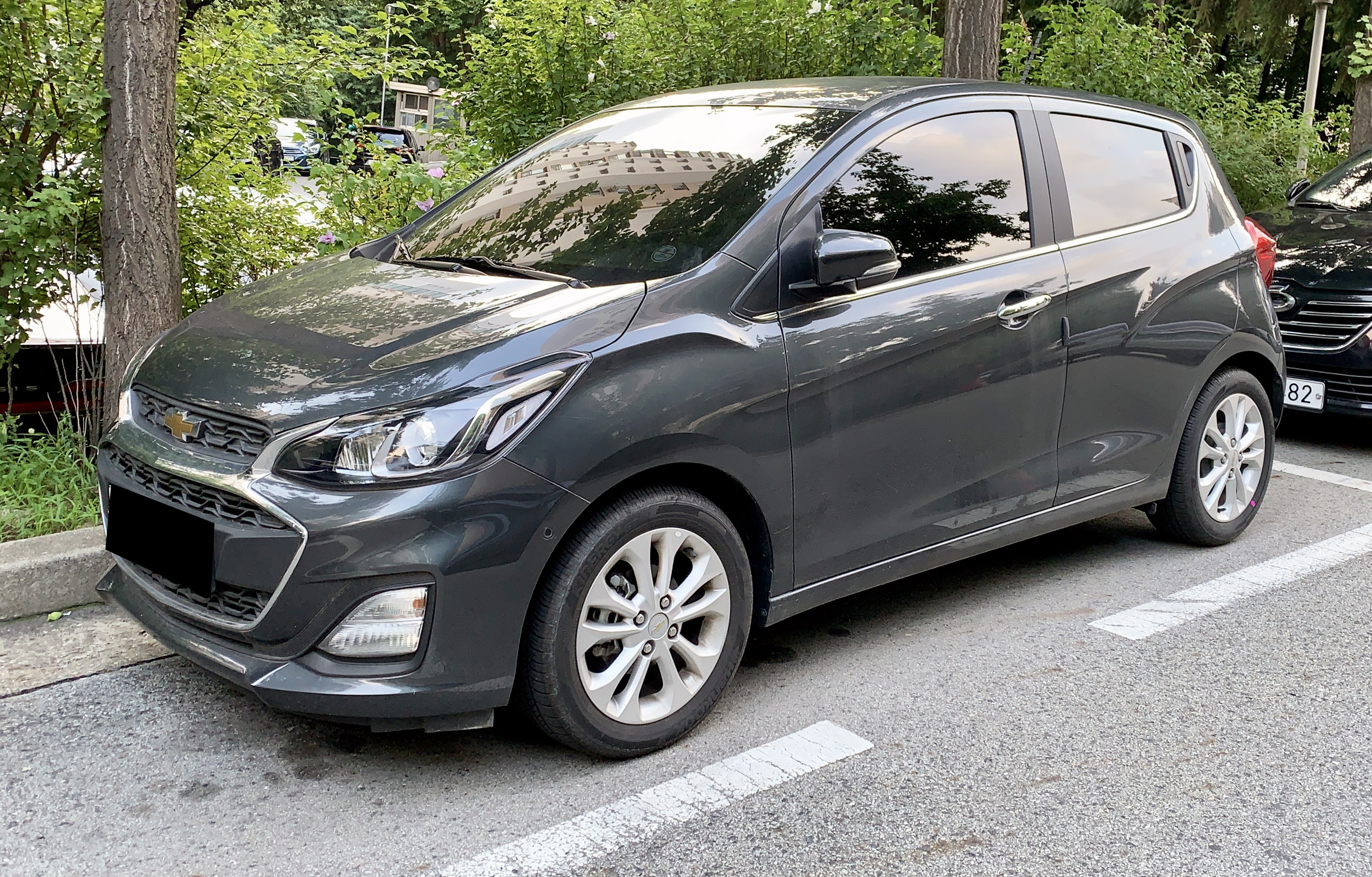
쉐보레 더 뉴 스파크 정측면

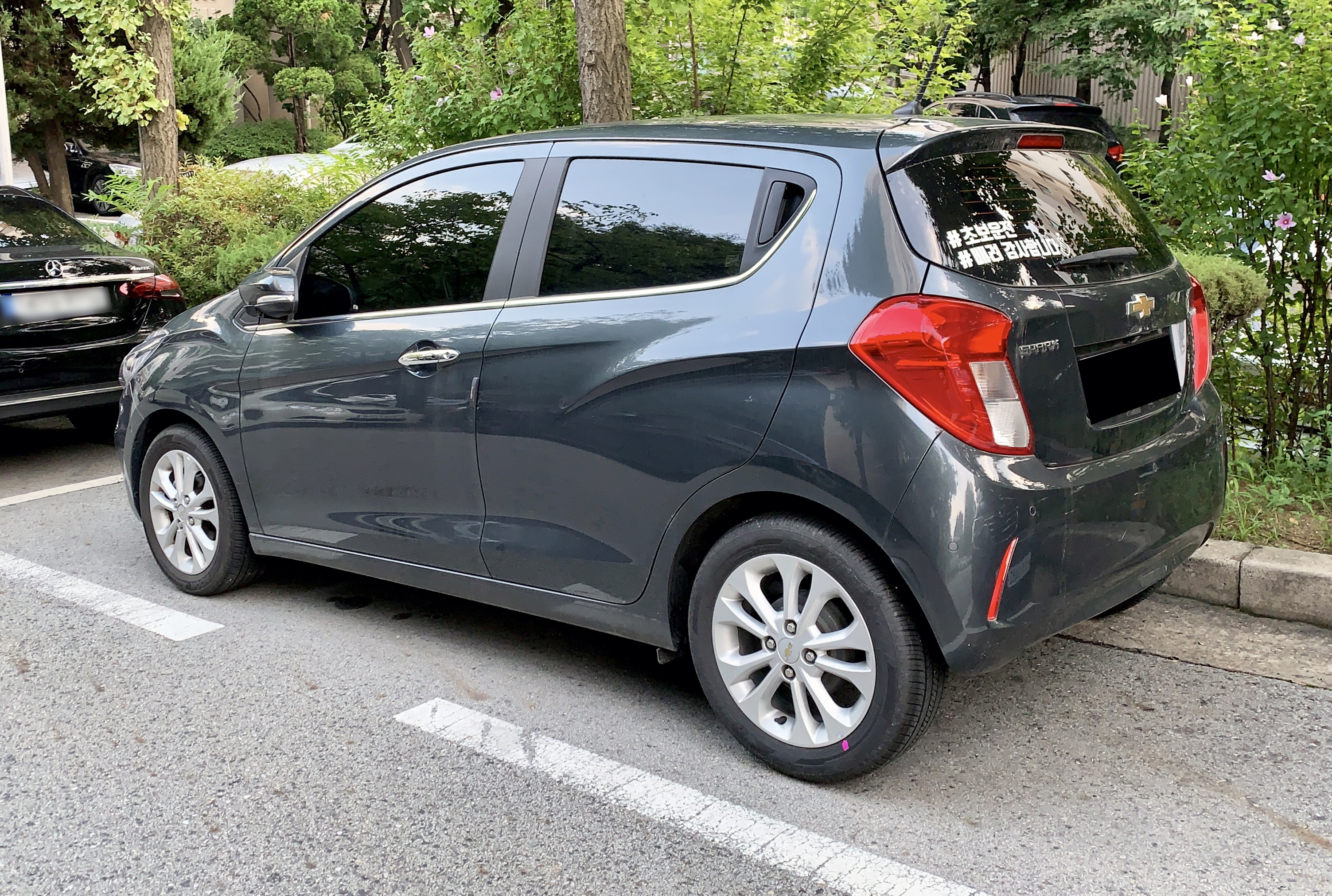
쉐보레 더 뉴 스파크 후측면

2018년 5월 23일에 선보였다. 페이스리프트를 거쳐 쉐보레의 패밀리 룩인 듀얼 포트 라디에이터 그릴의 하단부가 좌우로 넓어져 강인한 인상을 추구하였고, 크롬 장식을 넓혔다. 음이온을 발생하는 이오나이저 기능을 통하여 쾌적한 실내 공간으로 관리할 수 있으며, 인포테인먼트 시스템에 발렛 모드가 적용되어 운전자의 프라이버시 문제를 해결할 수 있도록 하였다. 시속 60㎞ 이하로 저속 주행 시 전방 충돌을 방지하는 시티 브레이킹 시스템이 새롭게 적용되었다. 프로젝션 헤드램프가 전 차종에 기본으로 적용되었다.
그러나 2022년 들어 단종설이 제기되었고, 2022년 9월 8일에 최종 단산됐다. 이렇게 대우자동차 시절에 나온 승용차들은 모두 역사 속으로 사라졌고, 재고를 소진시킨 후 2023년 5월 13일에 후속 차종 없이 단종되었다. 이에 따라 한국지엠의 경차 라인업이 없어지게 됐으며, 대한민국 내수 시장에서 경차는 현대자동차그룹이 독점하게 됐다. 한국지엠은 스파크를 단산시킨 후, 창원공장을 2세대 트랙스의 생산라인으로 전환하여 2023년 3월부터 트랙스의 양산을 시작했다.

#### 라인업

##### 더 뉴 스파크
- 승용 밴 베이직(가솔린)
- 승용 밴(가솔린)
- LS 베이직(가솔린)
- LS(가솔린)
- LT(가솔린)
- 프리미어(가솔린)
- 마이핏 LT(가솔린)
- 마이핏 프리미어(가솔린)

제원
| 구분                 | 더 뉴 스파크 1.0ℓ 가솔린                                                    |
| -------------------- | --------------------------------------------------------------------------- |
| 전장 (mm)            | 3,595                                                                       |
| 전폭 (mm)            | 1,595                                                                       |
| 전고 (mm)            | 1,485                                                                       |
| 축거 (mm)            | 2,385                                                                       |
| 윤거 (전, mm)        | 1,410                                                                       |
| 윤거 (후, mm)        | 1,418                                                                       |
| 승차 정원            | 2명(밴) 5명                                                                 |
| 변속기               | 수동 5단 CVT                                                                |
| 서스펜션 (전/후)     | 맥퍼슨 스트럿/토션 빔                                                       |
| 구동 형식            | 전륜 구동                                                                   |
| 엔진 형식            | L5Q                                                                         |
| 연료                 | 가솔린                                                                      |
| 배기량 (cc)          | 999                                                                         |
| 최고 출력 (ps/rpm)   | 75/6,500                                                                    |
| 최대 토크 (kg*m/rpm) | 9.7/4,500                                                                   |
| 연료 탱크 용량 (ℓ)   | 32                                                                          |
| 요소수 탱크 용량 (ℓ) | -                                                                           |
| 공차 중량 (kg)       | 900(수동 5단)/ 910(CVT)                                                     |
| 연비 (km/ℓ)          | 도심 14.2/고속 16.1/복합 15.0(수동 5단)/ 도심 14.3/고속 16.0/복합 15.0(CVT) |
| Co2 배출량 (g/km)    | 109(수동 5단)/ 109(CVT)                                                     |

## 역대 슬로건

### 1세대(M300)
- 사랑받는 경차의 세계 공통어 (스파크)
- 당신을 표현하는 단 하나의 디자인 (스파크 타투)
- all NEW Style (스파크)
- Powered by C-TECH (스파크)

### 2세대(M400)
- 당신이 꿈꾸던 경차의 시작 (더 넥스트 스파크)
- 당신의 매일이 스파크로 빛나다 (더 넥스트 스파크)
- 이런 경차는 처음이니까 (더 넥스트 스파크)
- 가고 싶은 곳, 어디라도 (더 넥스트 스파크)
- 안전을 1등으로 생각합니다 (더 뉴 스파크)
- 알아서 지켜준다 (더 뉴 스파크)

## 각종 미디어에서의 등장

### 비디오 게임에서의 등장
- 3D운전교실
- 스파크 소셜시티

### 영화에서의 등장
- 트랜스포머 2 패자의 역습 - 스키즈

## 같이 보기
- GM대우 마티즈
- 기아 모닝